# Противірусні препарати
Противірусні препарати, також антивірусні препарати — медикаменти, які впливають на віруси. Єдиного універсального противірусного препарату не існує, тому що віруси суттєво розрізняються між собою, але в практику введено кілька десятків високоспецифічних противірусних препаратів. Серед них практичне значення мають такі групи засобів:
- протигрипозні засоби;
- протигерпетичні та протицитомегаловірусні засоби;
- засоби, які впливають на вірус імунодефіциту людини;
- засоби, які діють на ретровіруси і пікорнавіруси;
- засоби, які діють на вірус натуральної віспи;
- засоби широкого спектра дії (в тому числі при гепатитах В і С);

## Протигрипозні лікарські засоби
Протигрипозні препарати поділяють на:
- Препарати, які блокують вірусний білок M2: римантадин, амантадин;
- Препарати, які блокують вірусний фермент нейрамінідазу: занамівір, озельтамівір;
- Препарати, як блокують вірусну РНК-полімеразу: рибавірин;

Білок М2 є специфічним білком вірусу грипу. Він міститься у мембрані вірусу і функціонує, як протонний канал, який забезпечує надходження іонів водню в середину ендосоми із захопленим віріоном після її злиття з лізосомою. Блокатори цього білка порушують процес «роздягання» вірусу і перешкоджають вивільненню у клітині господаря вірусного геному. Внаслідок цього порушується процес реплікації вірусу.

## Протигерпетичні та протицитомегаловірусні препарати
Протигерпетичні і протицитомегаловірусні препарати поділяють на:
- Препарати резорбтивної дії: ацикловір, валацикловір, ганцикловір, цитарабін;
- препарати для місцевого застосування: ідоксуридин;

## Засоби, які впливають на вірус імунодефіциту людини
ВІЛ є різновидом ретровірусів. Він є збудником ВІЛ-інфекції. Серед препаратів антиретровірусної терапії виділяють такі:
- Інгібітори зворотньої транскриптази:
  - Нуклеозиди: азидомідин (зидовудин, ретровір), диданозин, зальцитабін, ставудин;
  - Нуклеозидні сполуки: невірапін, делавірдин, ефавіренц;
- Інгібітори ВІЛ-протеази: індинавір, ритонавір, нальфінавір.

## Засоби, які впливають на риновіруси та пікорнавіруси
Риновіруси і пікорнавіруси спричиняють гострі респіраторні вірусні інфекції, які спостерігаються досить часто. Вакцинація проти цих захворювань неефективна, оскільки одних риновірусів налічується понад 100 серотипів. Наразі ведуться активні пошуки ефективних лікарських засобів проти риновірусних та пікорновірсних інфекціїних захворювань.

## Противірусні препарати широкого спектра дії
До противірусних препаратів широкого спектра дії відносять інтерферони та їхні індуктори.
Інтерферони — це видоспецифічні низькомолекулярні глікопротеїни. Їх виділяють із культур лейкоцитів (α-інтерферон), фібробластів (β-інтерферон), або лімфоцитів (γ-інтерферон). Шляхом імплантації відповідних генів людини кишковій паличці одержують рекомбінантні інтерферони. Інтерферони опосередковують свою противірусну дію через специфічну відповідь клітини на їх зв'язування з відповідними рецепторами, що супроводжується активацією протеїнкіназ і утворенням низькомолекулярного інгібітора синтезу білків, який стимулює ферменти, що руйнують РНК-віруси і клітини господаря.

## Мішені для дії препаратів у життєвому циклі вірусу
| Етап життєвого циклу                 | Антивірусні препарати                                                                           |
| ------------------------------------ | ----------------------------------------------------------------------------------------------- |
| Позаклітинний віріон                 | Ампіразин, госсипол, оксолін, ріодоксол, теброфен, флакозид, флореналь                          |
| Адсорбція, проникнення, «роздягання» | Адапромін, амантадин, дейтифорин, мідантан, римантадин, анти-gp120, рекомбінантні молекули CD4. |
| Синтез вірусних нуклеїнових кислот   | азидотимін, ацикловір, ганцикловір, відарабін, рибавірин, офтан-IDU, трифлюридин, цитарабін.    |
| Синтез вірусних білків               | Інтерферони першого типу, інгібітори протеаз                                                    |
| Складання вірусу                     | Метисазон                                                                                       |
| Вихід вірусу з клітини               | Інтерферони першого типу, антинейрамінідазні (озелтамівір, занамівір)                           |